# Anders Magnus Culin
Anders Magnus Culin i riksdagen kallad Culin i Laholm, född 1 juni 1839 i Knäreds församling, Hallands län, död 23 april 1922 i Norra Solberga församling, Jönköpings län, var en svensk skolman och politiker.
Culin skrevs 1859 in som student vid Uppsala universitet, där han blev filosofie kandidat 1864 och filosofie doktor 1866. Han var rektor vid Grännas pedagogiska skola 1880–1892. Han var under mandatperioden 1879–1881 ledamot av riksdagens andra kammare, invald i Laholms, Falkenbergs, Varbergs och Kungsbacka valkrets. I riksdagen skrev han en egen motion om rätt att per post inge besvär över kommunala beslut.